# Cottbus
Cottbus é uma cidade da Alemanha, no estado de Brandemburgo, cerca de 100 km a suleste de Berlim e 90 km a noroeste de Dresden. Tem uma popolução de aproximadamente 103.000. A cidade é o centro da região Baixa Lusácia.
Cottbus é uma cidade independente (Kreisfreie Städte) ou distrito urbano (Stadtkreis), ou seja, possui estatuto de distrito (kreis).

## História
Foentes históricas assinalam que Cottbus poderá ter obtido direitos de cidade algures entre 1216 e 1225. A cidade prosperou quando fez parte do Reino da Prússia.
Na Segunda Guerra Mundial, em 15 de fevereiro de 1945, a cidade foi destruída em grande parte, pelo ataque de 459 bombardeiors norte-americanos Boeing B-17. Após a guerra, o território foi ocupado pelo Exército Vermelho soviético, e passou, pouco depois, a integrar a República Democrática Alemã (RDA) até à reunificação em 1990. Durante a época da RDA foi capital do distrito homónimo.
Desde 1976 Cottbus tem a categoria de Grande Cidade, ao ter mais de 100000 habitantes, e é um centro de administração, de ciências e de serviços.

## Clima
| Dados climatológicos para Cottbus | Dados climatológicos para Cottbus | Dados climatológicos para Cottbus | Dados climatológicos para Cottbus | Dados climatológicos para Cottbus | Dados climatológicos para Cottbus | Dados climatológicos para Cottbus | Dados climatológicos para Cottbus | Dados climatológicos para Cottbus | Dados climatológicos para Cottbus | Dados climatológicos para Cottbus | Dados climatológicos para Cottbus | Dados climatológicos para Cottbus | Dados climatológicos para Cottbus |
| Mês                               | Jan                               | Fev                               | Mar                               | Abr                               | Mai                               | Jun                               | Jul                               | Ago                               | Set                               | Out                               | Nov                               | Dez                               | Ano                               |
| --------------------------------- | --------------------------------- | --------------------------------- | --------------------------------- | --------------------------------- | --------------------------------- | --------------------------------- | --------------------------------- | --------------------------------- | --------------------------------- | --------------------------------- | --------------------------------- | --------------------------------- | --------------------------------- |
| Temperatura máxima recorde (°C)   | 14                                | 17                                | 21                                | 29                                | 32                                | 34                                | 38                                | 35                                | 32                                | 24                                | 17                                | 15                                | 38                                |
| Temperatura máxima média (°C)     | 2                                 | 2                                 | 8                                 | 13                                | 19                                | 22                                | 24                                | 23                                | 19                                | 14                                | 7                                 | 4                                 | 13                                |
| Temperatura mínima média (°C)     | −3                                | −4                                | −1                                | 3                                 | 8                                 | 12                                | 14                                | 13                                | 9                                 | 6                                 | 2                                 | 0                                 | 5                                 |
| Temperatura mínima recorde (°C)   | −20                               | −26                               | −14                               | −6                                | −2                                | 5                                 | 7                                 | 5                                 | −3                                | −3                                | −9                                | 18                                | −26                               |
| Precipitação (mm)                 | 35,6                              | 27,9                              | 25,4                              | 45,7                              | 38,1                              | 50,8                              | 116,8                             | 66                                | 50,8                              | 48,3                              | 35,6                              | 48,3                              | 586,7                             |
| Fonte: 19/12/2009                 |                                   |                                   |                                   |                                   |                                   |                                   |                                   |                                   |                                   |                                   |                                   |                                   |                                   |